# Saint-Chély-d'Aubrac
Saint-Chély-d'Aubrac è un comune francese di 569 abitanti situato nel dipartimento dell'Aveyron nella regione dell'Occitania.

## Società

### Evoluzione demografica
Abitanti censiti